# Iron Monkey
Az Iron Monkey nevű brit sludge metal/doom metal/crust punk együttes 1994-ben alakult meg Nottinghamben. Tagjai: Jim Rushby, Steve Watson, Briggs. Volt tagok: Justin Greaves, Johnny Morrow, Doug Dalziel, Dean Barry, Stu O'Hara. 
Legelőször egy hat dalból álló EP-t jelentettek meg 1997-ben, az Union Mill Recordsnál. 1997-ben átiratkoztak a nagyobb Earache Recordshoz.
Új felállásuk: Jim Rushby, Steve Watson és Briggs.

## Diszkográfia
- Iron Monkey (EP, 1996, 1997-ben újból kiadták)
- Our Problem (1998)
- We've Learned Nothing (1999, split lemez a Church of Miseryvel)
- Ruined by Idiots (2003)
- 9-13 (2017)